# Natalia Bobrova
Natalia Bobrova, (Rússia) é uma ex-ginasta russa que competiu em provas de ginástica artística.
Natalia ao lado de Elena Dolgopolova, Elena Grosheva, Dina Kochetkova, Svetlana Khorkina, Eugenia Kuznetsova e Elena Produnova, conquistou a quarta colocação na prova coletiva do Mundial de Sabae, em 1995.